# 幕僚部門
幕僚部門，或稱事務部門，是指組織之中涉及對內事務的、和組織目標不發生直接執行關係的單位，與業務部門相對。凡不屬於組織之中的層級節制體系，而專司襄助或支援業務部門的單位，皆可包括在內。

## 功用
- 協助首長了解組織性質、執掌活動、工作分配、推行方法等。
- 替行政首長蒐集各種資料，讓首長明瞭各部門的現況，以便決定防止或解決工作上的糾紛、衝突的時機和方式。
- 代替行政首長解答各單位所有的質詢、疑義，以發佈合理的指導。
- 協助行政首長蒐集情報，以便首長做行政決定的合理依據。
- 輔助行政首長隨時研究各個行政措施，以期適應現代變遷迅速的環境。
- 輔導或代表行政首長融合公共關係和與民眾溝通的工作。

## 性質
- 輔助單位而非權力單位。
- 事務部門而非實作部門。
- 調劑性質而非管轄性質。
- 參贊性質而非決策性質。

## 成員條件
- 資料蒐集完整、正確。
- 做人處事完備、周全。
- 任重耐煩以期處理瑣碎之事。
- 各個方面接觸機警、靈敏。
- 系統辦事有條不紊。

## 類型

### 一般幕僚
經由過濾、選擇而代替首長解決瑣事和不重要的事。這種幕僚是通才而非專才，需要有高度的適應力和綜合力。

### 輔助幕僚
輔助首長，同時經由首長的授權而對業務部門行使若干控制、指揮之權，目的在於促進業務部門的協調、合作。

### 技術幕僚
解決某些特殊問題或工作而設立的幕僚部門。他們是專家而非通才，運用其專業的知能、經驗解決問題或是改進問題。

### 公關幕僚
替機關首長蒐集情報，以為首長決策的參考和依據，並為行政機關溝通內外、宣達政令。

### 諮詢幕僚
主要功能在於諮詢、建議。

### 督察幕僚
其功能在於為首長考察工作實際狀況，視其是否按既定計畫的標準、進度執行，以作為督策、調劑、糾舉的依據。

### 軍事幕僚部門
各國軍隊中的幕僚部門一般稱作「參謀部」，負責輔助軍事行政首長（國防部部長或大臣）作為其軍令幕僚，同時也常用於稱呼全軍或各軍種的幕僚機構（如：陸軍參謀部、海軍參謀部、空軍參謀部）。在日本自衛隊中，更直接將「幕僚」一詞用於參謀組織的名稱裡，例如陸、海、空聯合總參謀部稱作「統合幕僚監部」，陸、海、空各自的參謀部則分別稱作「陸上幕僚監部」、「海上幕僚監部」及「航空幕僚監部」。

### 引用
1. ↑  McDaniel, Lawrence J. Gitman, Carl.  4th, student. Mason, OH: South-Western Cenage Learning. 2009: 182. ISBN 032459075X.